# James R. Priess
James R. „Jim“ Priess ist ein US-amerikanischer Entwicklungsbiologe am Fred Hutchinson Cancer Research Center in Seattle, Washington.

## Leben und Wirken
James Priess wuchs in Wichita, Kansas, auf. Er erwarb an der Wichita State University einen Abschluss in Biologie und Chemie und 1983 bei David I. Hirsh an der University of Colorado, Boulder einen Ph.D. in Genetik und Entwicklungsbiologie. Als Postdoktorand arbeitete er am Medical Research Council in Cambridge, England. Seit 1987 gehört Priess zum Fred Hutchinson Cancer Research Center, wo er von 1994 bis 2011 zusätzlich für das Howard Hughes Medical Institute forschte. Er hat noch eine Gastprofessur (Affiliate Associate Professor) in der Abteilung für zelluläre, molekulare und Entwicklungsbiologie der University of Washington inne.
Priess ist für seine Arbeiten zur Entwicklung komplexer, multizellulärer Gewebe und Organe aus der einzelnen befruchteten Eizelle (Zygote) bekannt, insbesondere zur Organisation der Polarität der Zygote und zur Bedeutung bestimmter Transkriptionsfaktoren und ihrer Verteilung in den ersten Tochterzellen der Zygote. Priess verwendet Caenorhabditis elegans als Modellorganismus. Weitere Arbeiten befassen sich mit der Interaktion von Urkeimzellen mit sie befallenden Viren und jüngere Arbeiten befassen sich mit der Frage, welche Eizellen heranreifen und zur Befruchtung zur Verfügung stehen, und welche Eizellen untergehen (Apoptose).
Priess ist Mitherausgeber eines Standardwerks über C. elegans. Er hat laut Datenbank Scopus einen h-Index von 51 (Stand April 2022). Zu Hutchinsons Postdoktoranden gehörte der spätere Nobelpreisträger Craig Mello.
2017 wurde Priess in die National Academy of Sciences gewählt. 2022 wurde ihm (gemeinsam mit Ruth Lehmann und Geraldine Seydoux) der Gruber-Preis für Genetik zugesprochen.
James R. Priess ist verheiratet.